# ギニアビサウ軍

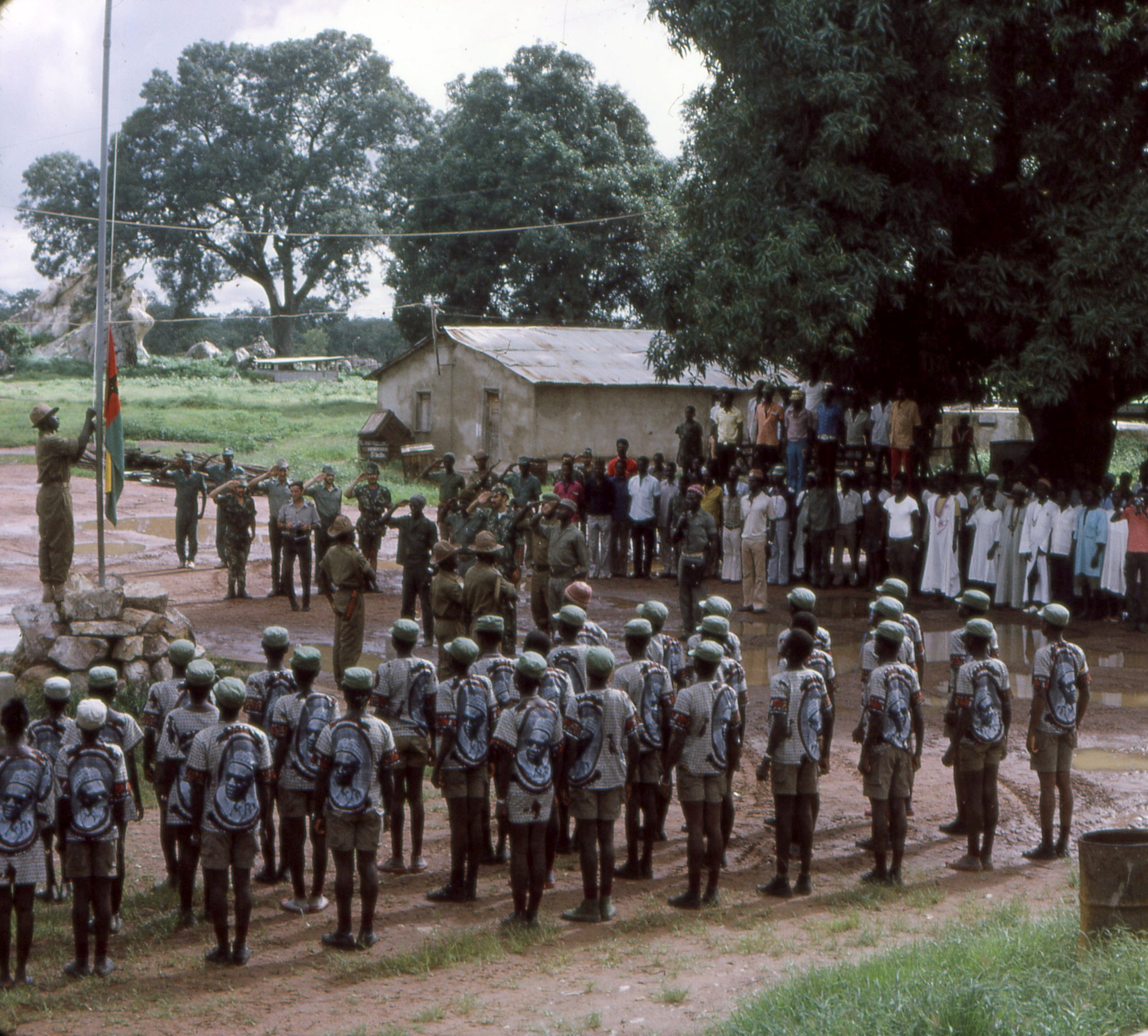
PAIGCの兵士は1974年にギニアビサウ国旗を掲げた。

人民革命軍（じんみんかくめいぐん、ポルトガル語: Forças Armadas Revolucionárias do Povo）またはFARPは、ギニアビサウの国軍である。 陸軍、海軍、空軍、準軍事部隊で構成されている。 
国際戦略研究所のThe Military Balance 2024によると、2023年の国防予算は2,560万ドル、総兵力は4,450人（陸軍4,000人、海軍350人、空軍100人）と推定されている。 
また、ワールド・ファクト・ブックによると、兵役年齢と義務は、選択的強制兵役の場合は18～25歳、志願兵役の場合は親の同意があれば16歳以下となっている（2009年）。 

## 内部文化

### 2010年ギニアビサウ軍事的不安
2009年3月1日、ギニアビサウ軍の参謀長であるバティスタ・タグメ・ナワイ少将が暗殺された。翌日には、軍の兵士が大統領宮殿を襲撃し、ジョアン・ヴィエイラ大統領を暗殺した。
2010年4月1日、ギニアビサウで軍事的不安が発生した。カルロス・ゴメス・ジュニオル首相は、兵士によって自宅監禁され、陸軍参謀総長のザモラ・インドゥータも拘束された。ゴメスと彼の政党PAIGCの支持者はこの動きに反応して首都ビサウでデモを行い、アントニオ・インジャイ参謀副総長は、抗議行動が続くならばゴメスを殺すと警告した。 
EUは2010年8月4日、同国の治安部隊を改革するミッション、EU SSR ギニアビサウを終了した。これは軍や他の場所の強力な将軍や麻薬密売人をさらに強化する危険性がある。ギニアビサウのEUミッションの報道官は、反乱の首謀者であるアントニオ・インジャイ将軍が陸軍参謀長に就任したことを受けて、EUはプログラムを中断せざるを得なかったと述べた。「EUミッションは、これは憲法秩序への違反だと考えている。我々は彼とは協力できない。」。 

### 国際的麻薬取引
ギニアビザウの沖合にあるビジャゴ諸島では、多数の島嶼で政府の取締りを受けない海軍が麻薬の密輸に関与しているため、ヨーロッパへの麻薬の積み替え拠点として好まれている。南アメリカ大陸で生産された麻薬は、飛行機や船でビジャゴ諸島に運ばれ、島やその周辺で水密容器に梱包されて海に降ろされる。漂流する麻薬は、モーターボートで引き上げてからヨーロッパやアフリカ大陸に向かう。ビジャゴ諸島のブバケには、2007年まで海軍基地があったが、この基地が麻薬の密輸に関与しているのは島民にとって周知の事実だった。カラヴェラに新たに海軍基地が設置されたが、長さ200mものコンクリート製桟橋が設置された。2007年1月6日、海軍司令長官のモハメド・ラミネ・サンハが暗殺されたが、暗殺の原因は麻薬の密輸に関する利権だった可能性がある。サンハの暗殺はヴィエイラ大統領に対する大規模な抗議活動に発展し、暴徒化したデモ隊が大統領の私邸を包囲し焼き払う事態に陥った。
潘基文国連事務総長は、ギニアビサウの麻薬取引に関与した者への制裁を求めていた。空軍長官のイブライマ・パパ・カマラと元海軍少将のホセ・アメリコ・ブボ・ナ・チュトは、「麻薬王」と称されている。チュト元少将は現役だった2008年8月7日、ナワイ参謀長と会談しヴィエイラ大統領に対するクーデターを提案した。ナワイ参謀長はこの提案を拒否し、翌8月8日にチュトを海軍副司令官から解任した上で逮捕を命じた。チュトは自宅軟禁後にガンビアに逃亡したが、2013年4月2日にカーボベルデ沖の公海で逮捕され、アメリカ合衆国への麻薬密輸に関わった罪でニューヨーク南部地区合衆国地方裁判所に送致された。

### アンゴラの支援
アンゴラは、2010年からポルトガル語諸国共同体 （CPLP）の議長を務めており、2011年以来、防衛・安全保障の改革を支援するためにギニアビサウの軍事任務（MISSANG）に参加している。MISSANGは両国議会が承認した政府合意を補完するものとして、両国の国防大臣間で署名された協定に従い、249人のアンゴラ人男性（兵士と警察官の両方）を擁していた。 
アンゴラの支援ミッションには、兵舎や警察署の修復、行政サービスの組織化、現地およびアンゴラの機関での技術・軍事訓練など、ギニア軍と警察の改革に焦点を当てた技術・軍事協力プログラムが含まれていた。ギニアビサウのライムンド・ペレイラ大統領代理とゴメス・ジュニオール首相を追放した政治的・軍事的危機を受け、アンゴラ政府はこのミッションを中止した。2012年6月22日までに、ミッションの機材を積んだアンゴラの船「リオムブリッジ」がルアンダに戻ってきた。 

## 陸軍

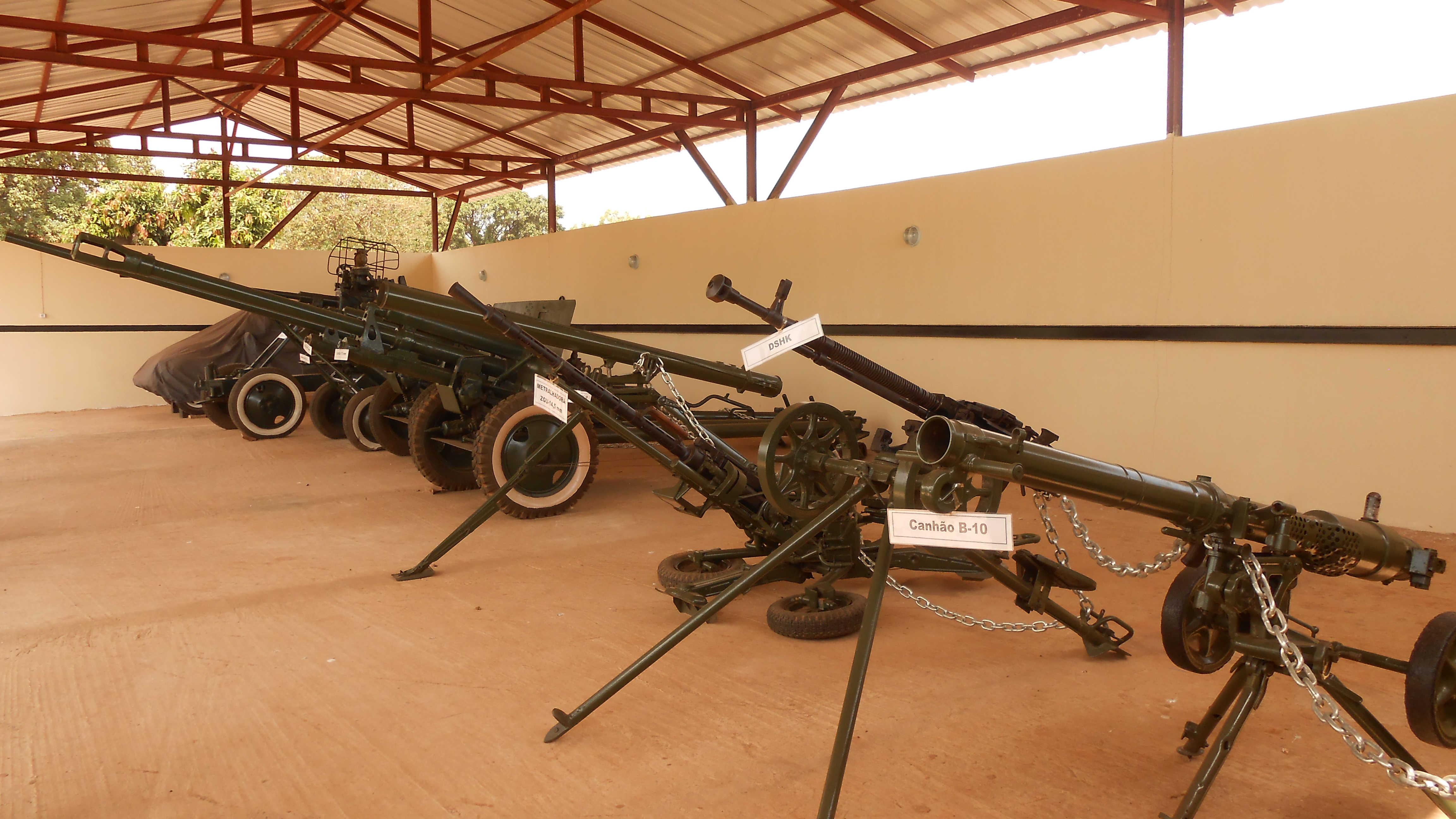
ビザウの国立解放戦争博物館で展示される火砲

2024年時点で、1個機甲大隊、5個軽歩兵大隊、1個砲兵大隊、1個偵察中隊、1個工兵中隊で構成されている。

### 装備
| T-34                 | ソビエト連邦   | 10 |  | 稼働状態は疑問 |
| PT-76                | ソビエト連邦   | 15 |  |                |
| BRDM-2               | ソビエト連邦   | 10 |  |                |
| BTR-40               | ソビエト連邦   | 35 |  |                |
| BTR-60               | ソビエト連邦   | 35 |  |                |
| 56式（BTR-152）      | 中華人民共和国 | 20 |  |                |
| 52式無反動砲（M-20） | 中華人民共和国 |    |  |                |
| B-10無反動砲         | ソビエト連邦   |    |  |                |
| RPG-7V               | ソビエト連邦   |    |  |                |
| D-44 85mm野砲        | ソビエト連邦   | 8  |  |                |
| D-30 122mm榴弾砲     | ソビエト連邦   | 18 |  |                |
| M-30 122mm榴弾砲     | ソビエト連邦   | 18 |  |                |
| M-43 82mm迫撃砲      | ソビエト連邦   |    |  |                |
| M-1943 120mm迫撃砲   | ソビエト連邦   | 8  |  |                |
| SA-7 地対空ミサイル  | ソビエト連邦   |    |  |                |
| ZU-23-2              | ソビエト連邦   | 18 |  |                |
| M-1939               | ソビエト連邦   | 6  |  |                |
| S-60                 | ソビエト連邦   | 10 |  |                |
| AK-47                | ソビエト連邦   |    |  |                |
| AKM                  | ソビエト連邦   |    |  |                |
| RPD                  | ソビエト連邦   |    |  |                |
| RPK                  | ソビエト連邦   |    |  |                |
| FN-FAL               | ベルギー       |    |  |                |
| VZ-52                | ソビエト連邦   |    |  |                |

## 空軍

ギニアビサウ空軍の国籍マーク

ギニアビサウ空軍（Força Aérea da Guiné-Bissau、FAGB）は、ポルトガルからの独立を果たした後、ポルトガル空軍が残した3機のT-6G と、キューバやソ連での訓練から帰国した将校によって結成された。FAGBはソ連からの限定的な援助を受けて再装備され、MiG-17戦闘機5機とMiG-15UTI練習機2機、Mi-8ヘリコプター1機が導入された。 
1978年には、フランスから哨戒用のレーム・セスナFTB.337やシュド・アビアシオンSA 316が供与され、アンゴラからダッソー ファルコン 20が提供されたが、ファルコン20はアメリカに転売された。1980年代後半に機材の更新が進み、MiG-17はMiG-21 5機に代替され、追加のMi-8と新たにAn-24輸送機とYak-40輸送機が導入された。1990年代初頭には、元ポーランド空軍・東ドイツ空軍のLim-6（MiG-17）戦闘爆撃機が追加された。
冷戦終結以降、東側諸国の支援が途絶えたことで、空軍が保有する機体の状態は急速に悪化した。1991年の時点で、戦闘機をはじめとする作戦機はオスヴァルド・ヴィエイラ国際空港の格納庫で状態が悪いまま保管されていた。14機のうち8機が運用可能だったジェット機は1995年に全て運航が停止され、FTB.337やMi-8が運用されるのみだった。
1998年のギニアビサウ紛争では、空軍は一時陸軍に編入された。その後も機材の消耗は止まらず、2011年には最後まで運用されていたシュド・エスト SE.3130の運行が停止された。
2012年、空軍参謀長のメルケイス・フェルナンデス将軍が欧州連合に保護を求めた。フェルナンデス将軍は2010年のゴメス首相拘束時のメンバーだったが、2009年のナワイ参謀長の暗殺に関与した疑いがかけられ拘束された。2014年7月7日、フェルナンデス将軍は解放され出国した。

### 装備
- セスナ 208B×1[16]

## 海軍
ギニアビサウ海軍（Armada da Guiné-Bissau、ADGB）は、1978年にソ連から供与されたシェルシェン型魚雷艇 3隻を主力としていた。2006年の段階で310人の兵員と哨戒艇3隻を配備していたが、哨戒艇は2000年代後半に2隻まで減少した。

### 装備
「ギニアビサウ海軍艦艇一覧」を参照。